# Adelchi Galloni
Adelchi Galloni, né à Varese Ligure en 1936 est un illustrateur italien.

## Biographie
Après avoir terminé ses études, il entre à l'Académie de Brera où il se consacre à la réalisation de courts métrages publicitaires et moyens métrages pour le spectacle, avec lesquels il a obtenu plusieurs prix, dont la Palme d'or au Festival de Cannes.
Dans le domaine de la publicité, il a réalisé de nombreuses campagnes de presse pour des clients tels que Fiat, Alitalia, Knorr, Tages-Anzeiger, Chesterfield, Shell, Barilla, Champion;
Dans les années '70, il commence à dessiner des livres pour les enfants et les jeunes, mais il devient aussi illustrateur pour des magazines et journaux d'information (Corriere della sera, Grazia, Donna Moderna, Anna).
Dans les années '90, il enseigne à l'École Internationale de l'Illustration de Venise, à l'Institut Européen de Design de Milan et depuis 2008, il est professeur à l'Académie des beaux-arts de Bologne. Il est le créateur des personnages et des décors pour le film Johan Padan à la découverte des Amériques et pour Putuferio va à la guerre;
Dans le domaine des arts traditionnels du spectacle, il effectue de nombreuses expositions dans des galeries et des musées publics en Italie et en Europe.

## Style
Adelchi Galloni est un adepte de la ligne claire et des aplats.
Il multiplie les détails dans ses illustrations au point qu'il y en général dans son travail au moins deux niveaux de lecture, un autour du sujet principal de l'illustration, en lien avec le récit, et un autre, secondaire, réparti aux quatre coins de l'illustration, où se multiplient les saynètes et notations descriptives.
La tonalité de ses dessins est souvent caricaturale ou comique.

## Principales œuvres
- Robin et les Pirates, texte d'Ermanno Libenzi, Fernand Nathan, 1974, réédité en 2010 aux Editions Sarbacane.

C'est l'histoire d'un petit garçon, Robin, qui est enlevé par un bateau de guerre anglais, et se trouve entraîné malgré lui dans une longue série d'aventures au cours de laquelle il se liera d'amitié avec des pirates. Chacune des pages illustrées du livre est l'occasion de références parodiques aux textes classiques du monde entier relatifs aux aventures en mer ou dans les airs : Robin rencontre ainsi le vaisseau fantôme du Hollandais volant, Moby Dick et le capitaine Achab sur le Pequod, Robinson Crusoé discutant sur son île avec le Capitaine Nemo, les pirates de l'L’Île au trésor, le capitaine Crochet, la machine volante de Bartolomeu Lourenço de Gusmão ou de Léonard de Vinci.
- Les Aventures d'Ernest à travers l'Afrique, texte d'Ermanno Libenzi, Fernand Nathan, 1974.
- Ernest In The Wild West, texte d'Ermanno Libenzi, éditions Platt & Munk, 1975.
- Les Voyages de Gulliver, d'après Jonathan Swift, adapté par Leone Bosi, traduit de l'italien par Laurent Jospin, Éditions Avanti In Quarto , Neuchatel, 1983.
- Clorofilla dal cielo blu, texte de Bianca Pitzorno, Mondadori, 1988.
- Tranquilla Piepesante, texte de Michael Ende, Mondadori, 1988.
- La Chasse au tigre, éditions G.P. Rouge et Or, 1989.
- Ofelia e il teatro delle ombre, texte de Michael Ende, Mondadori, 1992.
- Com'è nata la balena e altre storie, texte de T. Hughes, Mondadori, 1992.
- Il flauto e il tamburo, texte de C. Achebe, Mondadori, 1995.
- Fiabe e favole, texte de Michael Ende, Mondadori, 1997.
- Il sultano di Luxor, texte de F. Lazzarato, Mondadori, 1998.
- Norberto Nucagrossa, texte de Michael Ende, Mondadori, 1999.
- Basta col cianuro, texte de Giorgio Scerbanenco, Cartacanta, 2000.
- Cro-gnon, texte de M. Vago, Mondadori, 2003.

## Prix
- 1965 :  Palme d'Or au Festival de Cannes pour le spot Comitato cotone.
- 1969 :  Médaille d'argent au Festival International du film et de la télévision de New York.
- 1975 :  Palme d'argent au Festival de l'humour de Bordighera.
- 1975 :  Lion de Bronze à Venise.
- 1987 :  Prix Andersen di Baia delle Favole de Sestri Levante.
- 1993 :  Prix Spécial De L'Association Des Illustrateurs italiens.